# Grizsán vára
Grizsán vára (horvátul: Grad Grižane), várrom Horvátországban, a Vinodolhoz tartozó Grižane-Belgrad falu határában.

## Fekvése
A falutól északra emelkedő meredek sziklaszirt tetején találhatók a romok, melyek a falu látképét is meghatározzák.

## Története
A vár 1288-ban, a vinodoli törvénykönyv születése idején már állt. A Vinodoli völgyet sújtó 1323-as földrengésben súlyosan megrongálódott. A grizsáni birtok később a Zrínyieké lett, Zrínyi Péternek 360 jobbágya volt itt. Miután Zrínyi Pétert 1671-ben Bécsújhelyen kivégezték a várat császári parancsra Gall zenggi alkapitány kifosztotta. Később Zrínyi Miklósnak a császár hűségén maradt fia Zrínyi Ádám visszakapta. Miután 1691-ben ő is elesett a szalánkeméni csatában örökös hiányában birtoka a magyar kamarára szállt, majd az osztrák kamaráé lett, de kijavítás hiányában állapota egyre romlott. 

## A vár mai állapota
A vár falai évszázadokig ellenálltak az enyészetnek, azonban néhány évvel ezelőtt az egész déli oldala megcsúszott és a hegy lábánál látható kőhalmazzá vált. Maradványaiból látható, hogy a szabálytalan négyszög alaprajzú volt, sarkain hengeres tornyokkal. Az egykor négy saroktornyos várból mára csak a két északi saroktorony egy része áll.